# Abdul Rashid Dostum

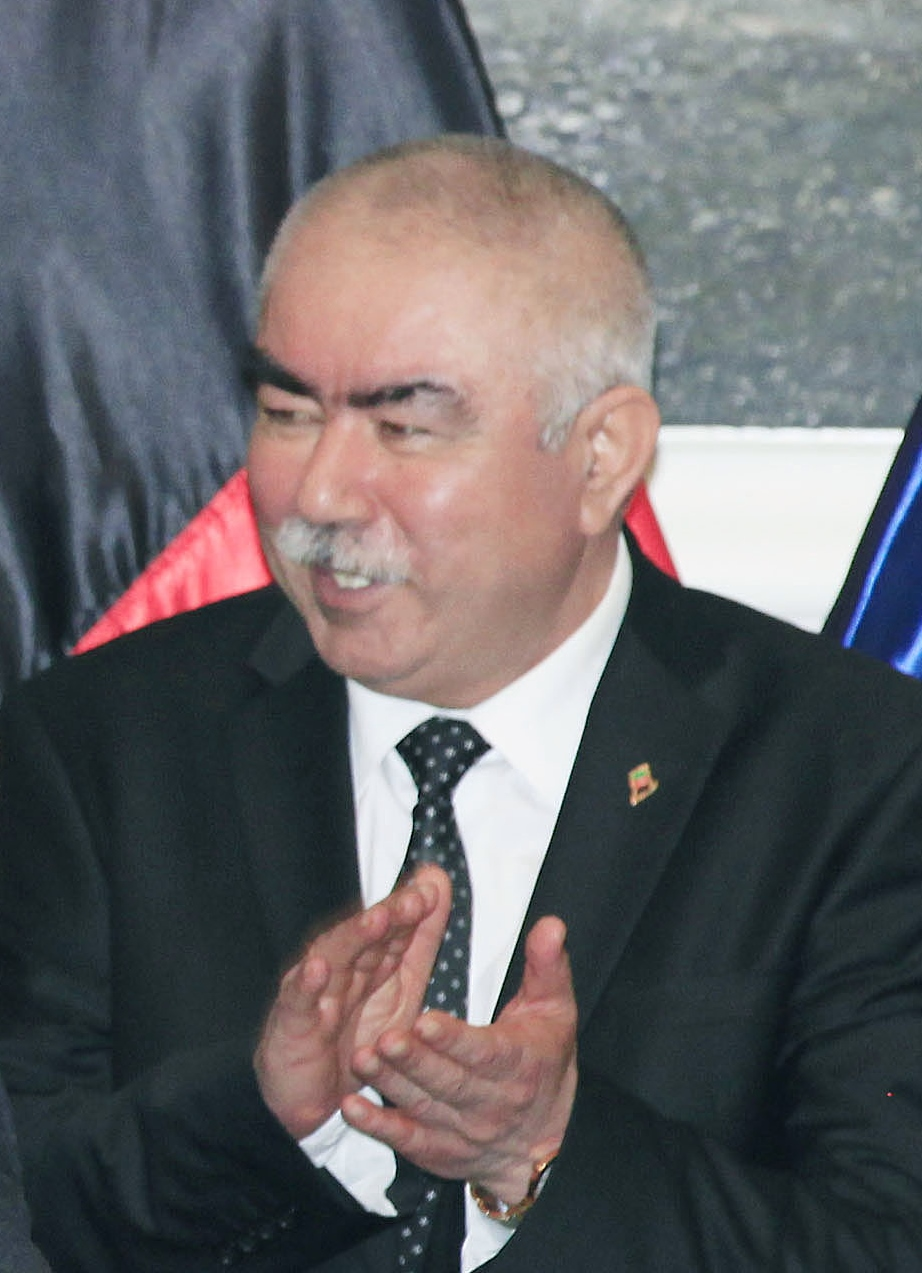
Abdul Rashid Dostum vào năm 2014

Abdul Rashid Dostum (sinh ngày 15 tháng 8 năm 1954) là một vị tướng lĩnh khét tiếng trong cuộc chiến tranh giữa Liên minh phương Bắc (NA) và lực lượng Taliban ở Afghanistan và là một sứ quân ở miền bắc Afghanistan. Dostum vốn là người gốc Uzbek và là thủ lĩnh quân sự nhóm sắc tộc này. Trong cương vị chỉ huy quân đội, Dostum từng bị báo chí chỉ trích khi thực hiện các chiến dịch quân sự tại Afghanistan. Báo chí phương Tây gọi ông là "sắt máu Taliban", vì từng bị cáo buộc về việc giết chết hàng ngàn tù binh Taliban. Ông cũng từng được tổng thống Afghanistan Hamid Karzai bổ nhiệm làm thứ trưởng Bộ Quốc phòng và sau này là Tổng Tham mưu trưởng quân đội Afghanistan. Sau khi giành chiến thắng trong cuộc chiến với lực lượng Taliban, tướng Dostum đã phát triển lực lượng của mình ở phương Bắc và trở thành một lãnh chúa có ảnh hưởng mạnh mẽ đến chính quyền của tổng thống Karzai.

## Sự nghiệp
Tướng Dostum sinh năm 1954, sinh ra ở vùng Shibergan, miền bắc Afghanistan Ông từng được đào tạo quân sự trong một thời gian dài ở Liên Xô. Binh nghiệp của Dos một thủ lĩnh quân đội trong chính quyền của Najibullah.
vị tướng lãnh này đã trải qua nhiều năm chiến đấu tại Afghanisan, ông từng bước trưởng thành trong hàng ngũ quân đội Afghanistan sau khi các lực lượng Liên Xô can thiệp vào Afghanistan vào năm 1979.
Ông được cho là đồng minh của Liên Xô trong cuộc chiến tranh 1979 – 1989, sau đó ông gia nhập hàng ngũ những người Mujahideen chống Liên Xô lúc giữa chính quyền thân Nga sắp sụp đổ. Dostum đã từng giao tranh với lực lượng chiến binh Hồi giáo của Ahmad Masood cũng như quân đội của ông đã có một số vụ thảm sát trong giai đoạn này.

## Chiến tranh

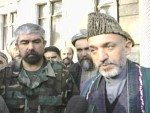
Tướng Abdul Rashid Dostum và Tổng thống Hamid Karzai vào ngày 24 tháng 12 năm 2001.

Trong cuộc chiến với Taliban ông được phong làm Tư lệnh quân đội của người Uzbek chống lại Taliban và cũng là đồng minh của Hoa Kỳ trong cuộc chiến này. Bên cạnh việc nhận được sự hỗ trợ to lớn của Hoa Kỳ trong cuộc chiến này nhưng không thể phủ nhận tài dùng binh của ông. Trong một cuộc tấn công, Dostum đã chỉ huy quân đội của mình thần tốc tiến vào thành phố Mazar-e-Sharif từ phía Nam và Đông Nam với sự giúp đỡ của 4.000 chiến binh Taliban đã đào ngũ và đã chiếm được thành phố cửa ngõ phía bắc của Afghanistan trước khi các lực lượng biệt kích của Mỹ định chiếm lấy nó. Đây được coi là một thắng lợi chiến lược của Liên minh phương Bắc, giúp họ nâng vị thế đàm phán của mình khi Mỹ dùng bộ binh đổ bộ vào chiếm cứ Afghanistan.
Trong cuộc chiến này, ông tỏ ra sất mạnh mẽ khi kiên quyết tấn công lực lượng Taliban. Có tin cho rằng tướng Dostum đã giết đến 600 lính Taliban khi ông dẫn lực lượng của mình tiến vào Mazar-i-Sharif. Đó cũng là nguyên nhân cho cuộc nổi loạn đẫm máu do những tù binh Taliban người nước ngoài nổ ra tại một trại giam giữ lính Taliban gần Mazar-i-Sharif ngày 25 tháng 11 năm 2001. Ông cũng là người chỉ huy quân Liên minh phương Bắc tấn công và chiếm được Kunduz sau hơn 12 ngày vây hãm và là người tiếp quản thành phố này. Cuộc tấn công diễn ra ác liệt kéo dài đến sáu tiếng đồng hồ và cuối cùng quân Liên minh phương Bắc, dưới sự chỉ huy của tướng Dostum đã tràn vào chiếm được Kunduz.
Xung quanh việc chiếm đóng này, có những cáo buộc về nhân quyền nhắm vào ông khi có khoảng 2.000 tay súng Taliban đầu hàng Dostum tại tỉnh Kunduz vào tháng 11 năm 2001 đã bị chết ngạt trong các xe chở hàng khi họ được đưa tới các trại giam. Theo họ thì ông đã ra lệnh nhồi nhét tù binh Taliban vào trong những thùng chở hàng (shipping containers) rồi để cho họ chết ngạt, báo giới gọi là vụ thảm sát khét tiếng Dasht-i-Laili. Đồng thời 300 tù binh Taliban khác do Dostum phối hợp cầm giữ trong một nhà tù chết sau đó trong một cuộc dấy loạn. Trong cuộc chiến này cũng có những thông tin cho rằng ông đã trao cho Mỹ những tù binh bị tình nghị là thành viên Taliban và Al Qaeda để đổi lại những khoản tiền thưởng của CIA, mỗi tù binh giao nộp sẽ được chi từ 3.000 USD đến 25.000 USD
Khi cuộc chiến đến hồi kết. Dostum đã tranh thủ phát triển lực lượng riêng cho mình bằng cách chiếm đoạn các vũ khí và khí tài chiến tranh cũng như chiêu hàng các chiến binh Taliban về đầu quân cho ông khi lực lượng của ông chiếm đóng các lãnh thổ thuộc quyền kiểm soát của Taliban. Điển hình là trong cuộc chiếm đóng thành phố Kunduz, có thông tin cho rằng ông đã để cho khoảng 2.000 người Uzbekistan đầu quân cho Taliban, dưới sự chỉ huy của một người tên là Juma Namangani (từng là lính dù trong Hồng quân Liên Xô) chạy về phương bắc vốn là lãnh địa của ông. Những hành động như vậy hoàn toàn không làm hài lòng các sứ quân khác, và kết quả là xuất hiện những mâu thuẫn trầm trọng giữa các sứ quân trong liên minh phương Bắc.

## Cát cứ
Sau chiến tranh, Nhờ kiểm soát được một phần lớn lãnh thổ phía bắc, tướng Dostum có uy thế không thể bỏ qua. Giới phân tích cho rằng vị Tư lệnh người Uzbekistan này luôn là một lực lượng tiềm tàng gây bất ổn ở Afghanistan vì ông luôn muốn áp đặt quyền lực của mình lên người khác. Dostum đã cố gắng vận động để được đứng đầu Bộ Quốc phòng, và rất bất bình khi cuối cùng, chỉ được làm phó của Fahim. Tướng Dostum cũng từng muốn độc chiếm thành phố Mazar-i-Sharif, thành phố chiến lược phía Bắc của Afghanistan khi thành phố này rơi vào tay Liên minh phương Bắc. Các quan chức Mỹ luôn theo dõi tướng Dostum sát sao kể từ khi Taliban đổ.

## Tranh giành quyền lực

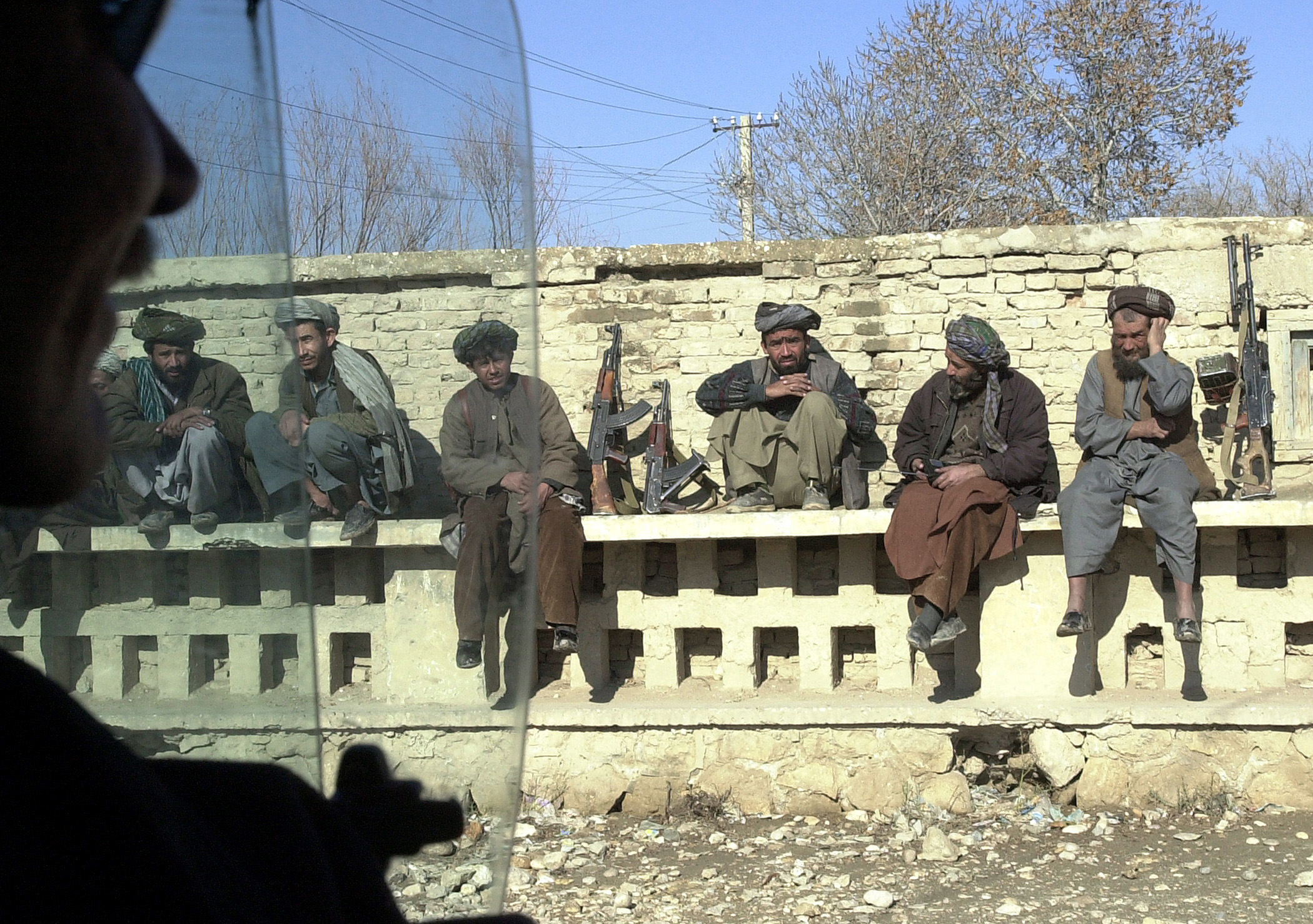
Những tay súng trung thành của tướng Dostum

Sau chiến thắng trước lực lượng Taliban, ông đã trở mặt tranh giành quyền lực với chính phủ ở Kabul và các lực lượng cát cứ khác. Vào năm 2001, sau khi chiến tranh kết thúc, các phe phái thoả hiệp để thành lập chính phủ lâm thời, Dostum đã phản đối mạnh mẽ và tuyên bố tẩy chay chính quyền lâm thời. Lý do là nhóm của ông không được đối xử công bằng khi ông yêu cầu để người của mình nắm giữ Bộ Ngoại giao, một trong những vị trí do Liên minh phương Bắc kiểm soát. Nhưng chỉ nhận được Bộ Nông nghiệp và Khai thác mỏ. Vì thế ông tuyên bố sẽ không cho phép các quan chức trong chính phủ mới đến khu vực phía bắc, nơi có nguồn tài nguyên dầu khí của Afghanistan.
Vào năm 2002, ông đã cho quân vào chiếm cứ phần lãnh thổ dưới quyền quản lý của sứ quân Mohammed Fahim hiện đang là Bộ trưởng Bộ Quốc phòng, người từng kề vai với ông trong cuộc chiến chống Taliban. Giao tranh xảy ra quyết liệt. Theo hãng thông tấn Hồi giáo Afghanistan đưa tin cả hai bên đều chịu tổn thất, với tổng cộng khoảng 20 người thiệt mạng. Đỉnh điểm là cuộc đụng độ vào ngày 08 tháng 10 năm 2003 trong khu vực quanh thành phố Fayzabad (cách Mazar-e-Sharif 60 km về phía tây) giữa các chiến binh trung thành của ông với các tay súng ủng hộ Ustad Mohammad Atta. Kết quả cuộc giao tranh là 50 người thuộc phe Atta chết và bị thương. Phía Dostum thông báo chỉ mất ba người vệ sĩ trong đó có một chỉ huy là Mohammad Andh Khooei. Cuộc tranh chấp này buộc Liên Hợp Quốc phải can thiệp để lực lượng của hai bên phải giao nộp vũ khí, giải trừ quân bị.
Tiếp đến vào năm 2004, ông lại có một cuộc xung đột đẫm máu với Tỉnh trưởng tỉnh Faryab là Anayatullah vốn là người thân chính quyền trung ương. Vì tỉnh Faryab vốn là một cứ điểm quan trọng của ông trong những năm chiến tranh nên ông quyết tâm chiếm bằng được tỉnh này. Ông đã xua khoảng 2.000 đến 3.000 binh sĩ tràn vào Faryab từ các tỉnh lân cận. Các tay súng này đi trên 200 chiếc xe và khoảng 400 con ngựa. Quân của ông đã chiếm được ba quận của thành phố. Tỉnh trưởng Faryab là Anayatullah đã yêu cầu Bộ Quốc phòng "đưa binh sĩ trong lực lượng quân đội mới tới ngăn chặn cuộc giết chóc". Cơ quan quốc phòng Afghanistan cũng đã có cuộc gặp gỡ với quân đội Mỹ để thu xếp một cuộc vận chuyển quân bằng đường không.
Cũng trong cuộc bầu cử Afghanistan năm 2004, Dostum cũng tham gia tranh cử ghế tổng thống nhưng chỉ về vị trí thứ ba với 4,3% phiếu ủng hộ. Vào năm 2006, lực lượng của ông cũng đã có cuộc đụng độ với phái ủng hộ thủ lĩnh Abdul Malik ở quận Pashtun Kot, tỉnh Faryab, tây bắc Afghanistan. Cuộc đụng độ có sự tham gia của 400 chiến binh của hai bên. Kết quả làm 4 người thiệt mạng có ít nhất một thường dân, hàng trăm người khác phải đi sơ tán vì các cuộc giao tranh.
Năm 2007, các lực lượng ủng hộ ông đã thực hiện một cuộc biểu tình có vũ trang với hơn một nghìn người đã tham gia để phản đối ông Juma Khan Hamdard, thị trưởng tỉnh Jowzjan (miền bắc Afghanistan). Họ đã ném đá vào một số văn phòng tại Shiberghan, thủ phủ của tỉnh này. Cảnh sát đã lập tức được phái đến và đụng độ đã xảy ra làm 13 người chết và 35 người bị thương. Vào năm 2008, Dostum bị tố cáo giết hại tù binh Taliban và bị các lực lượng đối lập công kích, ông phải có thời gian lưu vong sang Thổ Nhĩ Kỳ và đến năm 2009, trong cuộc bầu cử Tổng thống ở Afganistan, ông đã được tổng thống đương nhiệm là Karzai mời về tham chính.
Cùng với sứ quân Fahim và Tổng thống Karzai hình thành nên liên minh Karzai - Fahim - Dostum chính là nòng cốt của "liên minh phương bắc" trước đó, khi phe Taliban chưa giành được chính quyền ở Afghanistan. Và nay chính là "liên minh phương bắc" mới. Lực lượng này có tác động mạnh mẽ lên các cuộc bầu cử tổng thống. Trong cuộc bầu cử Tổng thống năm 2010, ông đã vận động cho Karzai để ông này trúng cử nhưng đổi lại ông này đã bác bỏ đến ba thành viên thuộc phe của Dostum khi đệ trình danh sách Chính phủ mới.